# Алтайский шинный комбинат
Алтайский шинный комбинат (Барнаульский шинный завод) — предприятие химической промышленности в Барнауле. Расположен в Ленинском районе города.

## История
В 1956 году постановлением Совета Министров СССР и ЦК КПСС, в Барнауле было начато строительство шинного завода. К середине 1960-х были введены в эксплуатацию сажевый, шиноремонтный и асбесто-технический цеха. Для ускорения строительства основного производства в 1965 году сооружение шинного завода было объявлено Всесоюзной Ударной комсомольской стройкой. Производство шин было запущено через четыре года, а на проектную мощность завод вышел только в 1973 году, то есть через 17 лет после начала строительства.
В 1968 году из состава комбината было выведено резино-асбестовое производство. В 1974 году запущено производство 34 типоразмеров авиационных шин для военной и гражданской техники.
В годы Перестройки на базе шинного завода образуются внутрипроизводственные кооперативы. В 1990-е годы предприятие пережило глубокий кризис, объёмы производства упали более чем в три раза. В 2001 году завод перешёл под контроль группы «Нефтехимпром», которая в 2003 году на базе Барнаульского шинного завода создала ОАО «Алтайская шинная компания». Для повышения конкурентоспособности предприятия, новые собственники закрыли часть неэффективных производств и начали модернизацию оборудования. В 2004 году в результате объединения «Алтайской шинной компании» с Барнаульским заводом технического углерода появилось новое предприятие полного цикла производства — ОАО «Алтайский шинный комбинат».
В 2012 году на предприятии завершилась масштабная модернизация производства, в ходе которой было заменено резиносмесительное оборудование, внедрены установки фестонного типа (производство резиновых смесей без грануляции), а также экструзионное оборудование для производства полуфабрикатов и протектора шин.
В 2017 году АШК прекратил производственную деятельность, а на производственных мощностях предприятия шины производились компаниями «Нортек» и ООО «ЯШЗ Авиа». В 2019 году Алтайский шинный комбинат был признан банкротом по упрошенной процедуре с выплатой 168 млн рублей дивидендов единственному акционеру — московской компании «Инвестком».
В 2023 году числившийся много лет директором Алтайского шинного комбината Кирилл Васильев стал фигурантом уголовного дела о «золотых парашютах», в рамках которого расследуются финансовые махинации в ООО «ЯШЗ Авиа», с недавних пор части АШК.

## Продукция и рынки сбыта
Предприятие занимает площадь 55 га (в том числе 40 га занимают производственные корпуса). Завод производит более 60 моделей шин для автомобилей и сельхозтехники и 31 типоразмер авиационных шин. С 2006 года автошины выпускаются под брендом «Forward». 
C 2011 года завод работает под брендом Нортек.  Сегодня производимая продукция Нортек поставляется за рубеж и расходится по отечественному рынку через компании, имеющие статус дилера, и представительства собственной федеральной сети шинных центров POSHK.RU
В 2006 году завод произвёл 1,2 млн автошин, что составляет около 4 % от российского выпуска. Основной продукцией завода являются шины для авиации и специальной техники (в том числе военной). Они поставляются потребителям (в том числе в рамках оборонного заказа) по всей стране, завод работает с дилерами в Новосибирске, Тольятти, Владивостоке, Екатеринбурге, Омске, Оренбурге и Самаре. Часть продукции экспортируется в республики СНГ (Казахстан, Узбекистан, Туркменистан, Кыргызстан, Азербайджан, Таджикистан) и в страны дальнего зарубежья (Румыния, Монголия, Афганистан, Эфиопия, Гвинея).